# CAFOD

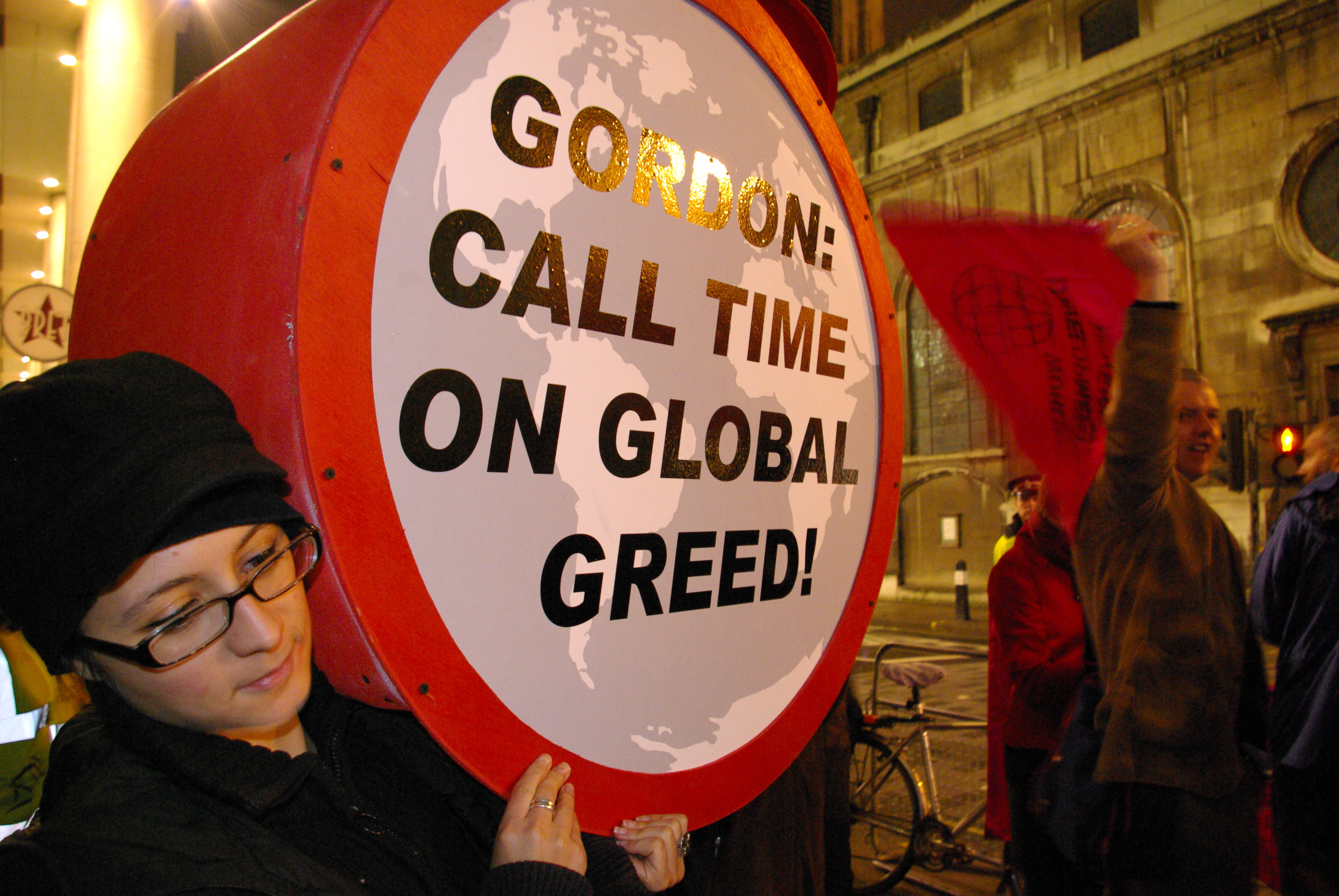
Активисты CAFOD на демонстрации в Лондоне

Католическое агентство для международного развития (CAFOD, англ. Catholic Agency For Overseas Development), ранее известное как Католической фонд международного развития — международная католическая организация по оказанию гуманитарной помощи, которая борется с нищетой в развивающихся странах. Она финансируется за счет католической общины в Англии и Уэльсе, британского правительства и пожертвований широкой общественности.

## Основная информация
CAFOD была основана в 1962 году. Целями CAFOD являются содействие долгосрочному развитию и социальной справедливости; реагирования на чрезвычайные ситуации; повышения информированности общественности о причинах бедности. Организация является спонсором нового института Лас-Касас и Оксфордского университета.
Организация работает в более чем 200 стран и территорий по всему миру. CAFOD является членом Комитета по бедствиям и чрезвычайным ситуациям и Британской заморской группы помощи. На 2011 год в организации работает 369 сотрудников.
CAFOD имеет офисы в Боливии, Демократической Республике Конго (Киншаса и Гома), Эфиопии, Кении, Мозамбике, Никарагуа, Нигер, Нигерия, Руанда, Сьерра-Леоне, Судане (Хартум и Джуба) и Зимбабве. CAFOD также имеет связи с партнерами в Индонезии, на Филиппинах и Шри-Ланке.

## Миссия
CAFOD описывает своё видение, миссию и ценности следующим образом:

Черпая вдохновение из Библии, католического социального учения и надежд людей, которые являются бедными или угнетенными, CAFOD стремится к созданию мира, свободного от нищеты и несправедливости, где права и достоинство каждого человека уважаются, дискриминация закончилась, и все они собрались в одном человеческом сообществе, из которого никто не исключается, создаются хорошие и общие для всех вещи, и те структуры, которые управляют жизнью людей, поддерживают справедливость, мир и солидарность, у всех есть доступ к продовольствию, чистой воде, жилью и безопасности; к существованию, здравоохранению и образованию; все могут участвовать в формировании их общества и их мира.
Оригинальный текст (англ.)Drawing inspiration from The Bible, Catholic social teaching and the hopes of people who are poor, marginalised, or oppressed, CAFOD is committed to building a world free from poverty and injustice where the rights and dignity of each person are respected, discrimination is ended and all are gathered into a single human community from which no one is excluded, the good things of creation are developed and shared by all, and the structures that rule people’s lives express justice and enable peace, the lives and choices of rich and poor alike have been transformed by solidarity and all have access to food, clean water, shelter and security; to a livelihood, health and education; all can participate in shaping their societies and their world.